# コンピュータパイオニア賞
コンピュータパイオニア賞(Computer Pioneer Award)は、IEEE Computer Societyが1981年に創設した賞である。コンピュータ業界の創造と継続的な活力をもたらした人々を顕彰するために創設された賞で、少なくとも15年以上にわたって、コンピュータ界の発展に顕著な貢献を残した人物に贈られる。

## 受賞者
コンピュータパイオニア賞の受賞者には、次の2種類がある。
- Computer Pioneer Charter Recipients - この賞の創設時に、既にこの賞の受賞の基準を満たしており、1981年以前にIEEE Computer Societyの他の賞を受賞した人。賞の創設時に1回だけ授与された。
- Computer Pioneer Recipients - 1981年以降毎年授与されている。

以下に受賞者の一覧を示す。受賞年が"CR"となっているのは、Computer Pioneer Charter Recipientsとして受賞したものである。
| 受賞年 | 受賞者                                 | 重要な貢献 |
| ------ | -------------------------------------- | --- |
| 2025年 | モシェ・ヴァルディ                     | |
| 2025年 | Gurindar S. Sohi                       | |
| 2024年 | フェイフェイ・リ                       | |
| 2024年 | レナード・クラインロック               | |
| 2023年 | スコット・シェンカー                   | |
| 2022年 | クリストス・パパディミトリウ           | |
| 2021年 | ピーター・J・デニング                  | |
| 2021年 | モルデカイ・ユン                       | |
| 2020年 | ジャック・ドンガラ                     | |
| 2020年 | デメトリ・テルゾプーロス               | |
| 2019年 | ローラ・M・ハイス                      | 連合データベースのアーキテクチャおよび複数の異種ソースからのデータの統合における先駆的な革新に対して。 |
| 2019年 | ジテンドラ・マリク                     | 先駆的な研究、リーダーシップ、メンターシップを通じて、コンピュータビジョンを盛大な分野に発展させるための主導的な役割に対して。 |
| 2018年 | バーバラ・リスコフ                     | データ抽象化、ポリモーフィズムに対する先駆的な取り組みと、プログラミング言語CLUとArgusによるフォールトトレランスと分散コンピューティングへの対応に対して。 |
| 2018年 | ビャーネ・ストロヴストルップ           | C++の開拓に対して。 |
| 2016年 | グラディ・ブーチ                       | 統一モデリング言語(UML)の作成につながったオブジェクトモデリングの先駆的な仕事に対して。 |
| 2015年 | マイケル・J・フリン                    | TCCAとSIGARCHの創設を含む50年以上のリーダーシップに対して。 |
| 2015年 | ピーター・コッゲ                       | 再起アルゴリズムの開発、マルチコアマイクロプロセッサチップの開発、コンピュータパイプラインの制御を設計する方法の形式化に対して。 |
| 2014年 | リーナス・トーバルズ                   | オープンソースのアプローチによるLinuxカーネルの先驅的な開発に対して。 |
| 2013年 | エドワード・ファイゲンバウム           | 知識ベースシステムの基本原理と方法、およびその実用的なアプリケーションの開発に対して。 |
| 2012年 | クリーブ・モラー                       | 数学ソフトウェアの品質を向上させ、より使いやすくし、MATLABを作成したことに対して。 |
| 2011年 | デヴィッド・クック                     | Illiac IV、Burroughs BSP、Cedarなどの先駆的な並列アーキテクチャ、およびParafraseやKAP Toolsなどの革新的な並列コンパイラ技術に対して。 |
| 2009年 | ジーン・E・サメット                    | プログラミング言語の最初の開発者および研究者の1人としての先駆的な仕事と生涯の業績に対して。 |
| 2009年 | リン・コンウェイ                       | 複数課題の動的命令スケジューリングなどのスーパースカラーアーキテクチャへの貢献、および簡略化されたVLSI設計手法における革新と広範な教育に対して。 |
| 2008年 | ジーン・バーティク                     | 最初のENIACプログラマチームのリーダーを含むプログラマとしての経歴、およびBINACとUNIVAC Iの先駆的な仕事 |
| 2008年 | エドワード・J・マクラスキー            | 論理合成の最初のアルゴリズム（クワイン・マクラスキー法）などの、50年にわたるデジタルシステムの設計と合成 |
| 2008年 | カール・アダム・ペトリ                 | ペトリネットの理論（1962年）とそれに続く並行分散コンピューティング |
| 2006年 | 穂坂衛                                 | 日本におけるコンピューティング |
| 2006年 | アーノルド・スピルバーグ               | 最新のフィードバックおよび制御プロセスの定義に大きく貢献したリアルタイムデータ収集・記録 |
| 2004年 | フランシス・E・アレン                  | コンパイラ最適化の理論と実践 |
| 2003年 | マーティン・リチャーズ                 | プログラミング言語BCPLによる移植性のあるシステムソフトウェア。広く影響力があり、学界や業界において、様々な著名なシステムソフトウェアで使用されている。 |
| 2002年 | パー・ブリンチ＝ハンセン               | RC 4000マルチプログラミングシステム、モニタ、Concurrent Pascalに代表されるオペレーティングシステムと並行プログラミング |
| 2002年 | ボブ・バーマー                         | ASCII、ASCII代替セット、エスケープシーケンス |
| 2001年 | ヴァーノン・シャッツ                   | 銀行システムを介したコンピュータ間の取引を可能にする電子送金 |
| 2001年 | ウィリアム・H・ブリッジ                | ゼネラル・エレクトリックDATANET-30におけるコンピュータと通信技術 |
| 2000年 | ハロルド・ローソン                     | ポインタ変数の発明とこの概念のPL/Iへの導入 |
| 2000年 | ゲンナジー・ストリャロフ               | ミンスクシリーズの情報システムソフトウェアに対して。 |
| 2000年 | ゲオルギー・ロパト                     | ベラルーシにおける、マルチコンピュータ複合体、および過酷な条件でのモバイルコンピュータRVファミリーのミンスクシリーズのコンピュータハードウェアの先駆的な開発に対して。                                                                                        |
| 1999年 | ハーバート・フリーマン                 | スペリーのSPEEDACおよびコンピュータ・グラフィックと画像処理 |
| 1998年 | I・J・グッド                           | 第二次世界大戦中のブレッチリー・パークの暗号学者・統計学者として、ブレッチリー・パークのColossusの初期の作業者・開発者として、また、世界初のプログラム内蔵方式コンピュータであるManchester Mark Iで、コンピューティングの分野に多大な貢献をしたことに対して。 |
| 1997年 | ホーマー・オールドフィールド           | ERMAの実装からGEでのコンピュータ製造の立ち上げまでの、銀行アプリケーションの開発における先駆的な仕事に対して。 |
| 1997年 | ベティ・ホルバートン                   | UNIVACのソートマージジェネレータとコンパイル |
| 1996年 | エンジェル・アンゲロフ                 | ブルガリアにおけるコンピュータ科学技術 |
| 1996年 | リチャード・クリッピンガー             | アバディーン性能試験場におけるENIACのプログラム内蔵方式への改造 |
| 1996年 | エドガー・F・コッド                    | データベース管理の抽象モデル |
| 1996年 | Norbert Fristacky                      | デジタルデバイス |
| 1996年 | ヴィクトル・グルシュコフ               | コンピュータアーキテクチャのデジタル自動化 |
| 1996年 | ジョゼフ・グルスカ                     | コンピューティングの理論への根本的な貢献と並外れた組織活動による、旧チェコスロバキアでの計算機科学者の発展に対して。 |
| 1996年 | Jiří Hořejš                            | 情報学と計算機科学 |
| 1996年 | Ljubomir Iliew                         | ブルガリアにおけるコンピューティング。ブルガリア初のコンピュータ。抽象数学とソフトウェア |
| 1996年 | ロバート・カーン                       | TCP/IPプロトコルとインターネットプログラム |
| 1996年 | カルマール・ラースロー                 | 1956年の論理マシンとハンガリーにおけるMIRコンピュータの設計 |
| 1996年 | アントニ・キリニスキ                   | ポーランド初の商用コンピュータと情報学（計算機科学）のカリキュラム |
| 1996年 | コズマ・ラースロー                     | 1930年の中継機および戦後ハンガリーの初期のコンピュータ |
| 1996年 | セルゲイ・レベデフ                     | ソビエト連邦におけるコンピュータ |
| 1996年 | アレクセイ・リャプノフ                 | ソビエト連邦におけるサイバネティックスとプログラミング |
| 1996年 | ロムアルド・マルチィニスキ             | ポーランドのデジタルコンピュータとコンピュータアーキテクチャ |
| 1996年 | グリゴレ・モイシル                     | 多値論理スイッチング回路 |
| 1996年 | Ivan Plander                           | スロバキアへのコンピュータハードウェア技術の導入と初の制御コンピューターの開発に対して。 |
| 1996年 | Arnold Reitsakas                       | エストニアのコンピュータ時代への貢献に対して。 |
| 1996年 | アントニーン・スヴォボダ               | チェコスロバキアにおけるコンピュータの研究。SAPO (コンピュータ)、EPOS |
| 1995年 | ジェラルド・エストリン                 | 初期のコンピュータ |
| 1995年 | デイビッド・C・エバンス                | コンピュータ・グラフィック |
| 1995年 | バトラー・ランプソン                   | パーソナルコンピュータ |
| 1995年 | マービン・ミンスキー                   | 人工知能 |
| 1995年 | ケン・オルセン                         | ミニコンピュータ |
| 1994年 | ゲリット・ブラウ                       | IBM System/360シリーズ |
| 1994年 | ハーラン・ミルズ                       | 構造化プログラミング |
| 1994年 | デニス・リッチー                       | UNIX |
| 1994年 | ケン・トンプソン                       | UNIX |
| 1993年 | エーリヒ・ブロッホ                     | 高速コンピューティング |
| 1993年 | ジャック・キルビー                     | 集積回路の共同開発 |
| 1993年 | ウィリス・ウェア                       | IASマシンとJOHNNIACの設計 |
| 1992年 | ステファン・ダンウェル                 | IBM 7030 |
| 1992年 | ダグラス・エンゲルバート               | ヒューマンマシンインタフェース |
| 1991年 | ボブ・O・エバンズ                      | 互換性のあるコンピュータ |
| 1991年 | ロバート・フロイド                     | コンパイラ |
| 1991年 | トーマス・E・カーツ                    | BASIC |
| 1990年 | ワーナー・ブッフホルツ                 | コンピュータ・アーキテクチャ |
| 1990年 | アントニー・ホーア                     | プログラミング言語の定義 |
| 1989年 | ジョン・コック                         | 命令パイプラインとRISCの概念 |
| 1989年 | ジェームス・A・ウェイデンハンマー      | 高速入出力メカニズム |
| 1989年 | ラルフ・パーマー                       | IBM 604電子計算機 |
| 1989年 | ミナ・リース                           | 1946年から始まったアメリカ海軍研究局(ONR)でのコンピュータの開発 |
| 1989年 | Marshall C. Yovits                     | 1946年から始まったアメリカ海軍研究局(ONR)でのコンピュータの開発 |
| 1989年 | フリッツ・ヨアキム・ワイル             | 1946年から始まったアメリカ海軍研究局(ONR)でのコンピュータの開発 |
| 1989年 | ゴードン・D・ゴールドスタイン          | 1946年から始まったアメリカ海軍研究局(ONR)でのコンピュータの開発 |
| 1988年 | フリードリッヒ・L・バウアー            | スタック |
| 1988年 | マーシャン・ホフ                       | マイクロプロセッサ |
| 1987年 | ロバート・エヴェレット                 | Whirlwind |
| 1987年 | レナルド・B・ジョンソン                | IBM 305 |
| 1987年 | アーサー・サミュエル                   | 非数値処理への適用 |
| 1987年 | ニクラウス・ヴィルト                   | Pascal |
| 1986年 | カスバート・ハード                     | 初期のコンピューティングへの貢献 |
| 1986年 | ピーター・ナウア                       | コンピュータ言語の開発 |
| 1986年 | ジェームス・H・ポメリーン              | IASマシンとIBM 7950 |
| 1986年 | アドリアン・ファン・ワインハールデン   | ALGOL 68 |
| 1985年 | ジョン・ジョージ・ケメニー             | BASIC |
| 1985年 | ジョン・マッカーシー                   | LISPと人工知能 |
| 1985年 | アラン・パリス                         | コンピュータ言語の翻訳 |
| 1985年 | アイバン・サザランド                   | Sketchpad |
| 1985年 | デビッド・ホイーラー                   | アセンブリ言語プログラミング |
| 1985年 | ハインツ・ツェマネク                   | Mailüfterlのコンピュータとコンピュータ言語 |
| 1984年 | ジョン・アタナソフ                     | シリアルメモリによる電子コンピュータ |
| 1984年 | ジュリア・A・ハダッド                  | IBM 701 |
| 1984年 | ニコラス・メトロポリス                 | ENIACで原子力の問題を解いたこと |
| 1984年 | ナサニエル・ロチェスター               | 電子データ処理装置IBM 702のアーキテクチャ |
| 1984年 | ウィレム・バン・デル・プール           | シリアルコンピュータ ZEBRA |
| 1982年 | ハリー・ハスキー                       | 並列コンピュータ SWAC |
| 1982年 | アーサー・バークス                     | 電子コンピュータの論理設計 |
| 1981年 | ジェフリー・チュアン・チュー           | 電子コンピュータの論理設計 |
| CR     | ハワード・エイケン                     | 大規模自動計算 |
| CR     | サミュエル・N・アレクサンダー          | SEAC |
| CR     | ジーン・アムダール                     | 大規模コンピュータアーキテクチャ |
| CR     | ジョン・バッカス                       | FORTRAN |
| CR     | ロバート・S・バートン                  | 言語指向アーキテクチャ |
| CR     | ゴードン・ベル                         | コンピュータの設計 |
| CR     | フレデリック・ブルックス               | 互換性のあるコンピュータファミリー System/360 |
| CR     | ウェズリー・A・クラーク                | 最初のパーソナルコンピュータ |
| CR     | フェルナンド・J・コルバト              | タイムシェアリング |
| CR     | シーモア・クレイ                       | 科学用コンピュータシステム |
| CR     | エドガー・ダイクストラ                 | マルチプログラミング制御 |
| CR     | ジョン・プレスパー・エッカート         | 初の完全電子コンピュータ ENIAC |
| CR     | ジェイ・フォレスター                   | 初の大規模な電流一致メモリ |
| CR     | ハーマン・ゴールドスタイン             | 初期のコンピュータ設計への貢献 |
| CR     | リチャード・ハミング                   | 誤り訂正符号 |
| CR     | ジーン・ハーニー                       | プレーナー型トランジスタ |
| CR     | グレース・ホッパー                     | 自動プログラミング |
| CR     | オールストン・スコット・ハウスホルダー | 数値解析 |
| CR     | デビット・A・ハフマン                  | シーケンス回路設計 |
| CR     | ケネス・アイバーソン                   | APL |
| CR     | トム・キルバーン                       | ページングコンピュータ設計 |
| CR     | ドナルド・E・クヌース                  | コンピュータアルゴリズムの科学 |
| CR     | ハーマン・ルーコフ                     | 初期の電子計算機回路 |
| CR     | ジョン・モークリー                     | 初の完全電子コンピュータ ENIAC |
| CR     | ゴードン・ムーア                       | 集積回路製造技術 |
| CR     | アレン・ニューウェル                   | 人工知能への貢献 |
| CR     | ロバート・ノイス                       | 集積回路製造技術 |
| CR     | ローレンス・ロバーツ                   | パケット交換 |
| CR     | ジョージ・スティビッツ                 | 初のコンピュータ遠隔制御 |
| CR     | シュムエル・ウィノグラード             | 計算アルゴリズムの効率 |
| CR     | モーリス・ウィルクス                   | マイクロプログラム方式 |
| CR     | コンラート・ツーゼ                     | 初のプログラム制御式コンピュータ |